# Olmedo (Équateur)
Pour les articles homonymes, voir Olmedo.
Olmedo est une ville située en Équateur, dans la province de Manabí. Elle est la capitale du canton d'Olmedo.
La population de la ville était de 1 915 habitants au recensement de 2001.